# 227e brigade d'artillerie
Pour les articles homonymes, voir 227e brigade.
La 227e brigade d'artillerie (en russe : 227-я артиллерийская бригада, abrégé en russe : 227 абр), de son nom complet la 227e brigade d'artillerie Tallinskaïa, des ordres du Drapeau rouge et de Souvorov (en russe : 227-я артиллерийская Таллинская Краснознамённая, ордена Суворова бригада) est une brigade d'artillerie des troupes de missiles et d'artillerie des forces terrestres russes (no   d'unité 13714).
La brigade fait partie de la 49e armée interarmes du district militaire sud, basée à Maïkop, en république d'Adyguée.

## Historique

### Seconde Guerre mondiale
La brigade reprend les traditions de la 81e brigade d'artillerie de canons, créée en 1943 sur la base des 311e et 1115e régiments d'artillerie. Le 15 juin 1944, le 820e bataillon d'artillerie de reconnaissance mixte est introduit dans la brigade.
La brigade hérite des récompenses, de la gloire militaire et de la forme historique de la 81e brigade d'artillerie de canons, qui a participé à la Seconde Guerre mondiale au sein du front de Leningrad et du deuxième front biélorusse. Pour sa participation à la guerre, l'unité est décorée de l'ordre de Souvorov et de l'ordre du Drapeau rouge. Pour la libération de la ville de Tallinn lors de l'opération Tallinn en 1944, la brigade reçoit le titre honorifique Tallinskaïa (de « Tallinn »).

### Après-guerre
Après la fin de la guerre, la 81e brigade est déployée à Leninakan, où elle est réorganisée en un régiment de canons. En 1992, le régiment est transféré à Ourioupinsk et redéployé dans la 81e brigade d'artillerie.
Pendant la première guerre de Tchétchénie, dans le cadre du 8e corps d'armée de la Garde (commandant Lev Rokhline), la brigade combat du 11 décembre 1994 au 17 février 1995. 143 officiers et enseignes recevront des ordres et des médailles. En 1997, la 81e brigade est transférée d'Ourioupinsk à Slaviansk-na-Koubani et réorganisée en 227e brigade d'artillerie. L'unité participe également à la seconde guerre de Tchétchénie.

### XXIesiècle
En 2009, la 227e brigade est dissoute lors de la réforme des forces armées et transformée en base de stockage et de réparation de matériel militaire.
Début 2017, l'unité est remise sur pied en république d'Adyguée (dans le village de Krasnooktyabrski) et subordonné à la 49e armée interarmes.
Depuis 2018, l'unité est stationnée à Maïkop.
Le drapeau de bataille lui est décerné le 23 février 2019.
En mars 2022, après le début de l'invasion russe de l'Ukraine, 53 militaires de la brigade refusent de participer aux hostilités sur le territoire de l'Ukraine. L'unité perd le commandant de brigade, le lieutenant-colonel Viatcheslav Savinov en mars 2022.

## Équipements
La 227e brigade d'artillerie est armée d'obusiers Msta-B et Msta-S, de lance roquettes multiple Ouragan, de  radar de contre-batterie AFMS-10 (de) « Zoo-1 », de drones Takhion, de systèmes de reconnaissance, commandement et de communication.